# ラク県 (チャド)
ラク県は、チャドの14の県の一つである。チャドの西部に位置し、面積は22,320km2、人口は252,932人（1993年）である。県都はボル。